# Таёжная улица (Москва)
Таёжная улица — улица на северо-востоке Москвы, в Лосиноостровском районе Северо-восточного административного округа. Находится между Челюскинской и Норильской улицами.

## Происхождение названия
Ранее, в составе бывшего города Бабушкин, называлась улицей Карла Маркса. Переименована для устранения одноимённости. Название «Таёжная», присвоенное улице в 1964 году, может быть связано с её расположением на северо-востоке столицы — в этом направлении находятся таежные леса России.

## Расположение
Таёжная улица идёт с запада на восток, начинается от Норильской улицы и заканчивается на Челюскинской улице. На улице располагается санаторий «Светлана», недалеко — платформа Лось. Окружена зелёной зоной санатория с одной стороны и дома отдыха «Лось» — с другой. Рядом находится парк (сквер) «Таёжный».

## Учреждения и организации
- Дом 1 — Санаторий «Светлана»; клиника «Ревиталь»;
- Дом 2А — «Церковь на Лосинке» евангельских христиан-баптистов.